# Электроника ИМ-03
«Электроника ИМ-03. Тайны океана» — электронная игра, одна из серии первых советских портативных электронных игр с жидкокристаллическим экраном (ИЖМ5-71 или ИЖМ14-71), производимых под торговой маркой «Электроника». Работали от батареек типа AG12 или AG13. Клон игры Nintendo OC-22 Octopus из серии Nintendo Game & Watch

## Описание игры
В этой версии карманной игры всего 2 кнопки управления, «влево» и «вправо». Управляя водолазом, который может занимать шесть позиций, необходимо спустить его вниз и провести к сундуку с сокровищами, избегая щупалец осьминога. Стоя у сундука, нажимая кнопку «вправо», необходимо набирать золота в мешочек. За каждую порцию набранного золота (одно нажатие на кнопку «вправо») игроку начисляется одно очко. За каждый успешный возврат в лодку с золотом (независимо от его количества) начисляется три очка. Сначала щупальца двигаются медленно, но постепенно темп игры ускоряется.
В начале игры игроку даётся три водолаза, в случае попадания водолаза в щупальца осьминога, число водолазов уменьшается. При наборе 200 и 500 очков добавляется один водолаз, если до этого был потерян. Долго сидеть в лодке нельзя. Если игрок сам не начнёт спускать водолаза, то игра начнёт его спускать сама и, возможно, тогда он попадёт сразу в щупальца. Вернуться в лодку, не набрав золота нельзя. Тем самым обеспечивается автоматическое завершение игры при её случайном включении, или если игрок бросил играть.
Выиграть в игру нельзя, при наборе максимального количества очков 999 счёт обнуляется и игра начинается заново, при этом в рекорде будет высвечиваться количество очков 999.
Игра имеет две степени сложности, вызываемые соответственно кнопками «Игра А» и «Игра Б», расположенными в правом верхнем углу игры. При варианте Б скорость игры несколько выше, осьминог может не полностью убирать щупальца. Под двумя кнопками игры находится кнопка «Время», при помощи которой можно посмотреть время будильника. Справа от кнопок «игра» расположены два отверстия-кнопки с помощью которых изменяются настройки времени и будильника. Игра может служить настольными часами и будильником. На задней стороне игры расположена складывающаяся проволочная ножка, позволяющая ставить игру на стол по аналогии с фоторамкой.

## Фотографии

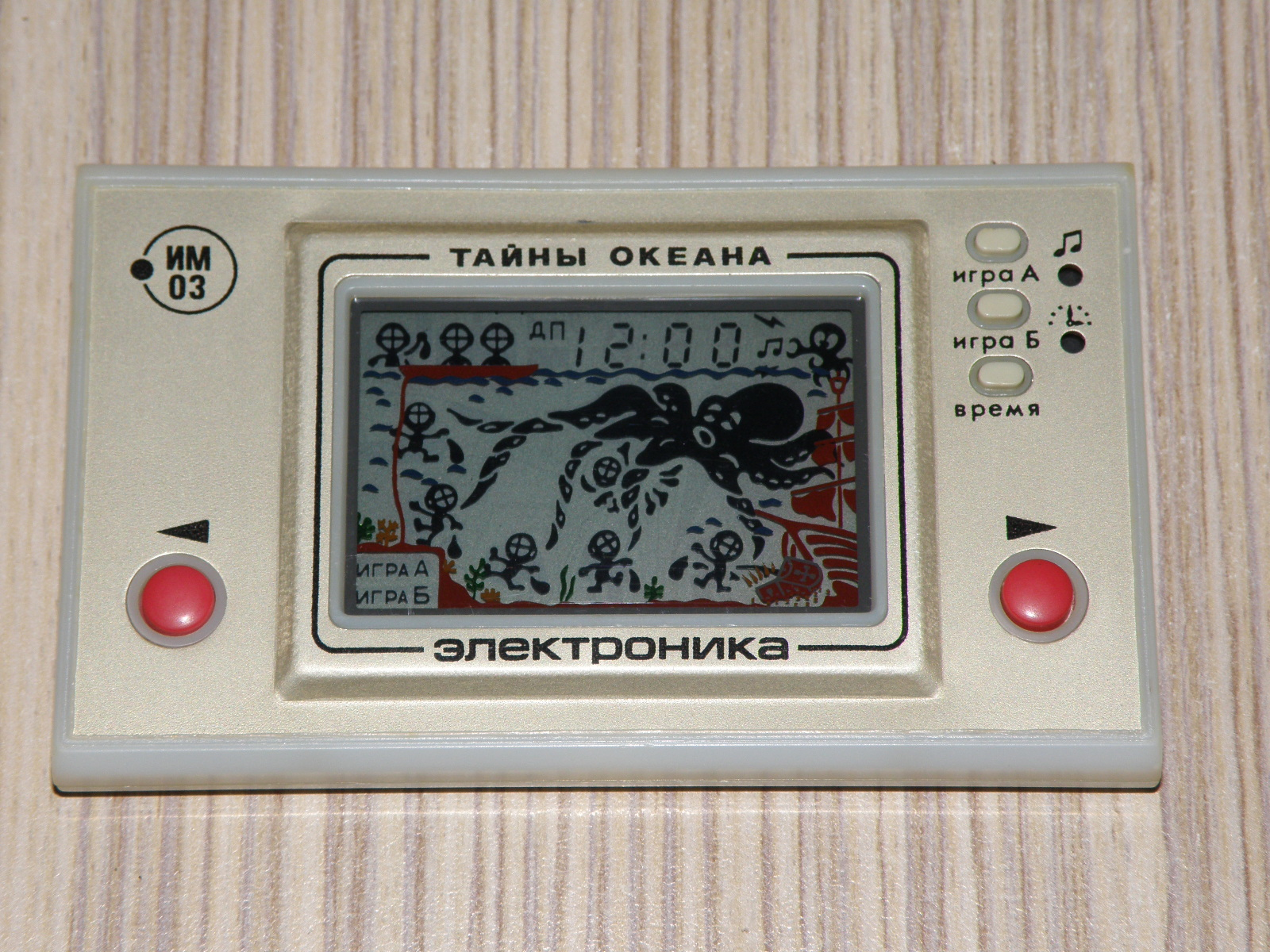
Лицевая сторона игры электроника ИМ03 Тайны Океана
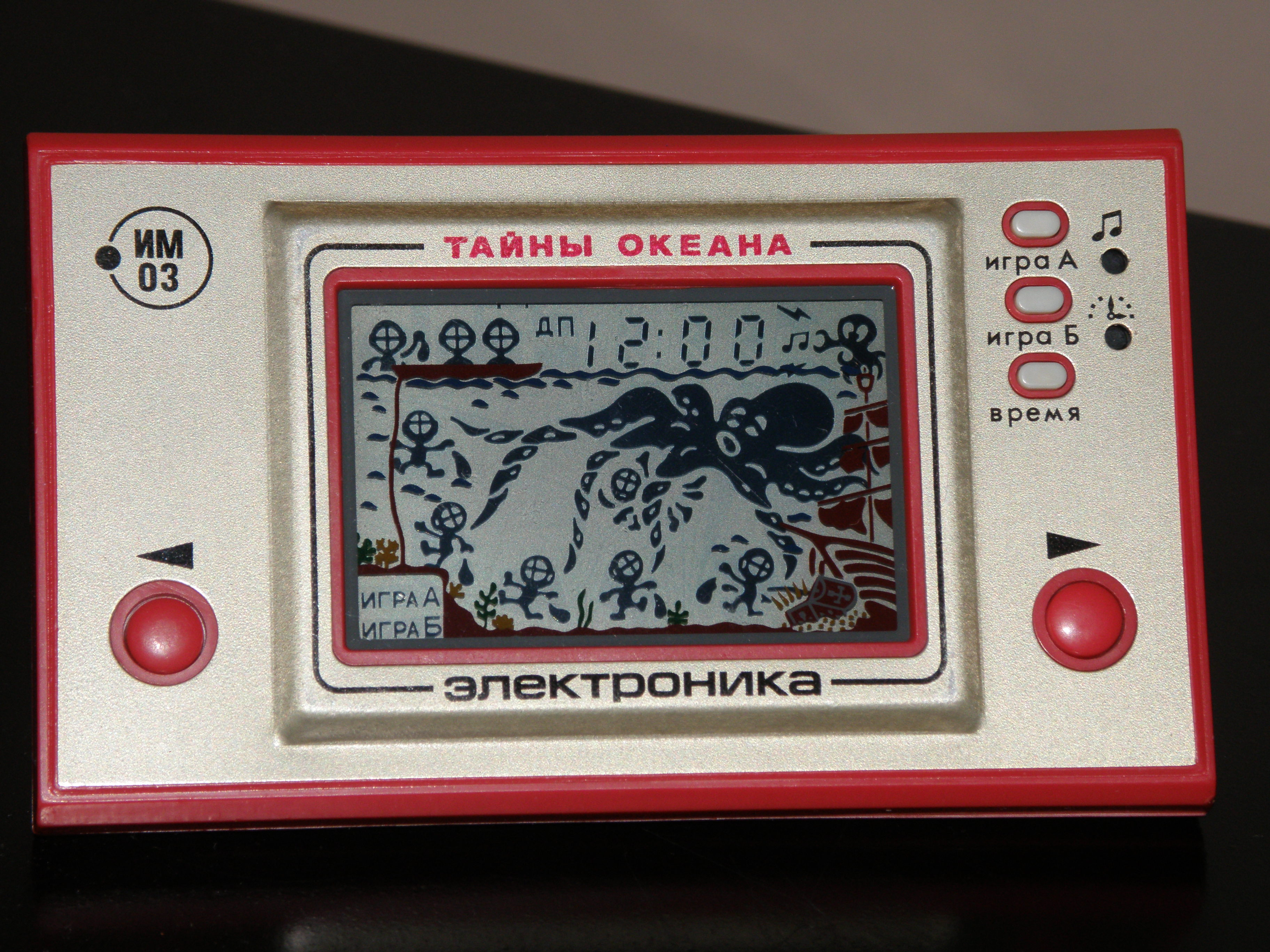
Лицевая сторона игры электроника ИМ03 Тайны Океана
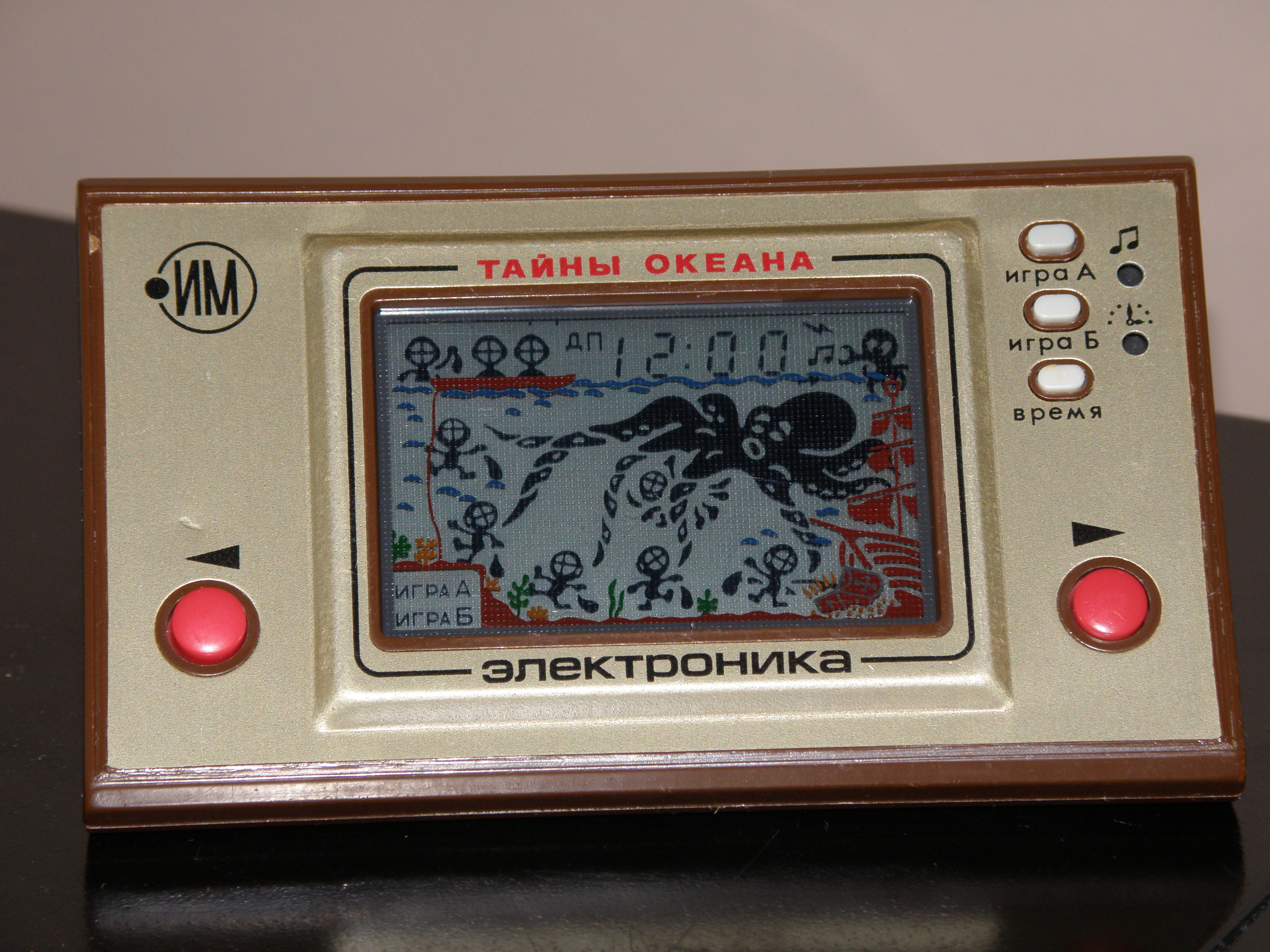
Лицевая сторона игры электроника ИМ03 Тайны Океана
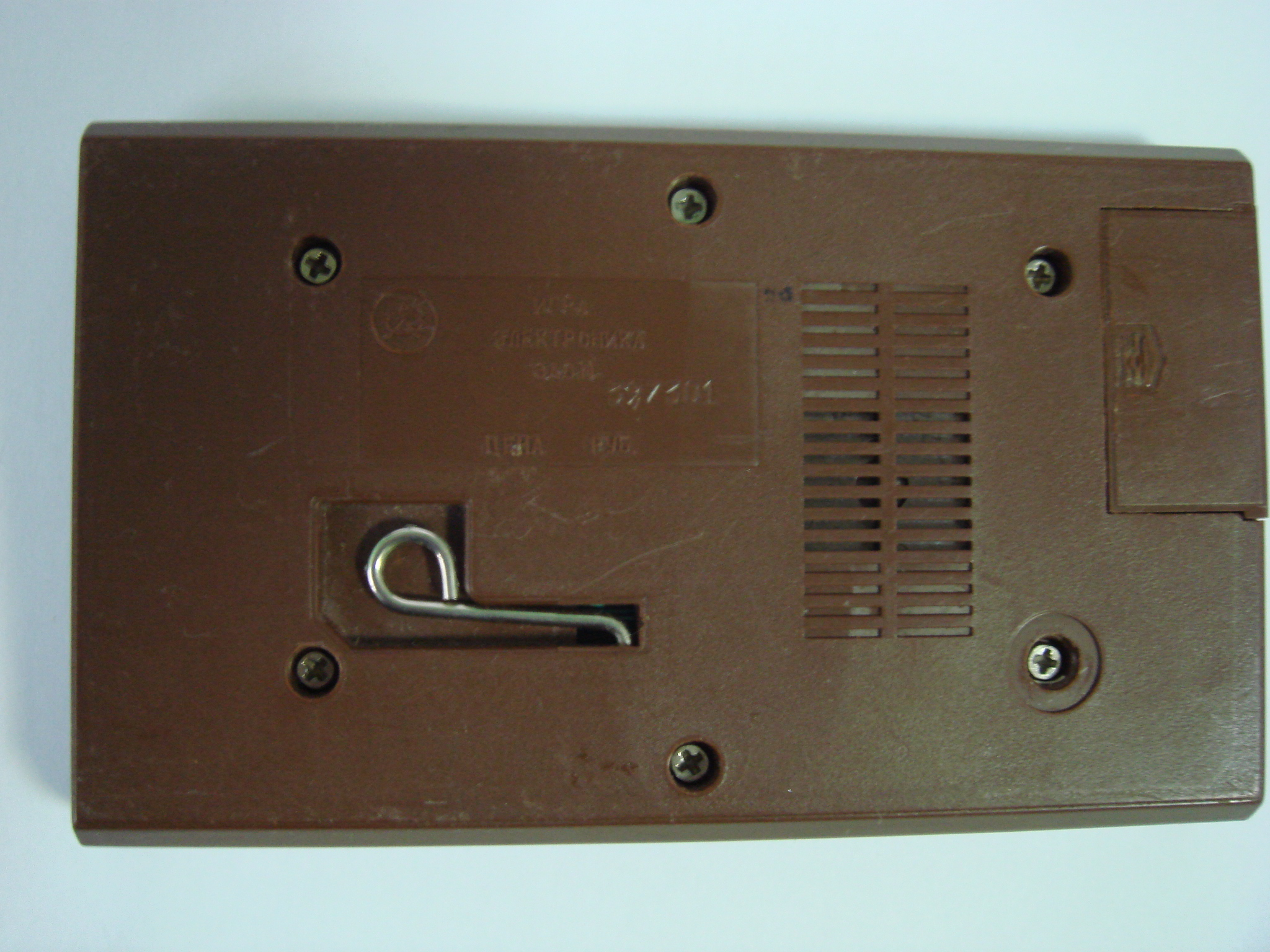
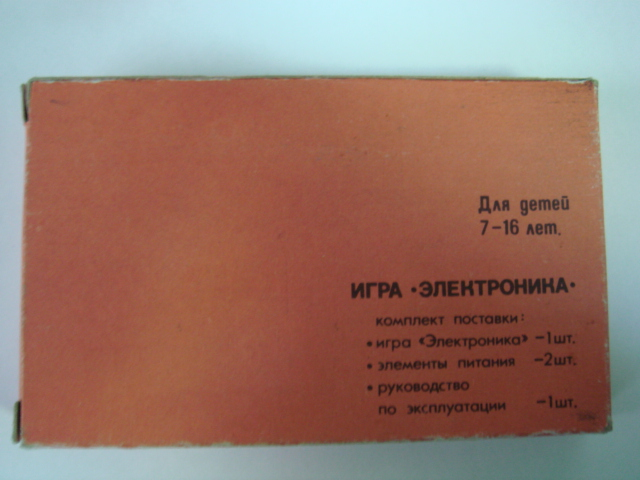